# 卜撒
卜撒（？—1417年），明朝初年永宁州土司（土知府），纳西族人物。
他是土知府卜都各吉的孙子，各吉巴合的儿子，明成祖永乐十二年（1414年）闰九月，因父亲年老多病，代替父职。永乐十五年（1417年）与亲一起被土官千户剌马非等杀害。黔国公沐晟保举他的弟弟弟南八袭职永宁府土知府。